# Pipin itáliai király
Pipin (773 áprilisa – 810. július 8.) I. Károly frank császár harmadik fia. Itália királya (781–810) volt apja befolyása alatt.
Pipin Nagy Károly harmadik fia volt harmadik feleségétől, Hildegardtól. Karlmann néven született , de amikor bátyja, Pipin frank herceg elárulta apjukat, a királyi név átszállt rá. Miután apja 781-ben leigázta a lombardokat őt koronáztatta meg I. Adorján pápával Itália királyává Lombardia vas koronájával.
Aktív uralkodója volt királyságának és minden idejét a Frank Birodalom kiterjesztésének szentelte. 791-ben egy lombard sereget vezetett a Drávához és feldúlta Pannóniát, mialatt apja végigvonult a Duna völgyében és megszállta az avar területeket. Nagy Károly elvesztette a hadjáratot a szászok ellen 792-ben. Pipin és Erik, Friuli hercege folytatták az avar erődök ostromlását. Kétszer is megtámadták a Nagy Avar Gyűrűt, a belső területeket körbevevő erődrendszert. A zsákmányt elküldték Nagy Károlynak Aachenbe, ahol szétosztották szövetségeseik között, beleértve Offa merciai királyt.
Tevékenysége magába foglalja a hosszú, ám eredménytelen hadjáratot Velence ellen 810-ben. Az ostrom hat hónapig tartott, és Pipin seregének nagy része elpusztult a helyi mocsarakból kiinduló járványban, ezért a maradék visszavonulásra kényszerült. Pár hónappal később maga Pipin is meghalt.
Feleségétől, Bertától, Gelloni Vilmos Toulouse hercegének lányától öt lánya született (Adelaide, aki I. Guidó spoletói herceghez ment hozzá; Atala; Gundrada; Bertha és Tetrada). Mindannyian 800 és Pipin halála között születtek, de meghaltak még nagyapjuk 814-es halála előtt. Pipinnek volt egy törvénytelen fia, Bernárd. Pipin apja birodalma egyharmadának öröklésében reménykedett, de a halála megakadályozta ebben. Bernárd örökölte Itáliát, de a császári címet Pipin öccse, I. Lajos kapta.